# Aleksandr Drankov
Aleksandr Drankov (russisk: Алекса́ндр О́сипович Дранко́в) (født 18. januar 1886 i Feodosija i det Russiske Kejserrige, død 3. januar 1949 i San Francisco, USA) var en russisk filminstruktør.

## Filmografi
- Bolsjoj tjelovek (Большой человек, 1908)
- Svadba Kretjinskogo (Свадьба Кречинского, 1908)[1][2]
- Taras Bulba (Тарас Бульба, 1909)